# پرچم پان‌آفریقایی
پرچم پان‌آفریقایی (همچنین با نام‌های پرچم آفریقایی-آمریکایی، پرچم آزادی سیاه، پرچم UNIA، و نام‌های مختلف دیگر نیز شناخته می‌شود) پرچمی است که نشان‌دهنده پان‌آفریقایی‌گرایی، پراکندگی آفریقایی، و/یا ناسیونالیسم سیاه‌پوستان است. یک پرچم سه رنگ، از سه نوار افقی برابر (از بالا به پایین) قرمز، سیاه و سبز تشکیل شده است.
این پرچم به عنوان پاسخی به نژادپرستی علیه آمریکایی‌های آفریقایی‌تبار در سال ۱۹۲۰ با کمک مارکوس گاروی ایجاد شد. انجمن جهانی بهبود سیاهپوستان و اتحادیه جوامع آفریقایی (UNIA-ACL) رسماً آن را در ۱۳ اوت ۱۹۲۰ در ماده ۳۹ اعلامیه حقوق سیاهپوستان جهان طی کنوانسیون یک‌ماهه خود در مدیسون اسکوئر گاردن در شهر نیویورک تصویب کردند. انواع پرچم می‌تواند و در کشورها و مناطق مختلف قاره آمریکا برای نشان دادن ایدئولوژی‌های گاروییست استفاده شده است.

## تعطیلات پیشنهادی
در سال ۱۹۹۹، مقاله‌ای در نسخه ۲۵ ژوئیه دنیای سیاه امروز منتشر شد که به عنوان یک اقدام همبستگی جهانی، هر ۱۷ اوت باید در سراسر جهان به عنوان روز جهانی پرچم آفریقا با برافراشتن بنر قرمز، سیاه و سبز جشن گرفته شود. ۱۷ اوت روز تولد مارکوس گاروی است.